# 够了！ (葡萄牙)
够了！（葡萄牙語：CHEGA!，葡萄牙語發音：[ˈʃe.ɣɐ]）是2019年由安德烈·文图拉所创立的右翼至极右翼政党，奉行右翼民粹主义以及民族保守主义。
2019年4月9日，葡萄牙宪法法院同意将该党纳入葡萄牙政党登记册。2019年4月12日该党向欧洲议会提交成员名单，安德烈·文图拉位列最前。该党在2019年葡萄牙立法选举中只获得了一个席位；直到2022年葡萄牙立法选举，已经增加到了12个席位。